# Jason Gaverick Matheny
Pour les articles homonymes, voir Matheny (homonymie).
En 2015, Jason Gaverick Matheny est le directeur de l'Intelligence Advanced Research Projects Activity, où il a été responsable de programmes, puis directeur adjoint, depuis 2007. Il a travaillé auparavant pour le Future of Humanity Institute de l'université d'Oxford, où il étudiait les risques existentiels. Il est également le cofondateur de New Harvest (en), une organisation à but non lucratif soutenant le développement de nouvelles biotechnologies agricoles, où son travail a été nommé une des « idées de l'année » par le New York Times.